# Bror Cederström (1780–1877)
Gustaf Albrecht Bror Cederström, född den 21 september 1780 på Signhildsberg i Uppland, död den 21 december 1877 i Jönköping, var en svensk friherre, militär, godsägare, hovman och krigsminister.

## Bakgrund och uppväxt
Bror Cederström var enda barn till generallöjtnanten och sedermera presidenten i Krigskollegium friherre Bror Cederström samt dennes första hustru Catharina Maria Voltemat. Fadern gifte år 1800 om sig med konstnären Charlotte Mörner.
Cederström utnämndes redan som fyraåring till fänrik och blev som tolvåring hovmarskalk. Samma år (1792) avlade han officersexamen och påbörjade sin militära bana på allvar. Han avancerade till löjtnant vid Svea livgarde 1795 och till ryttmästare vid Mörnerska husarregementet 1796. Vid sistnämnda förband förblev han i 20 år och kom med det att göra sina aktiva insatser i krig.

## I krig

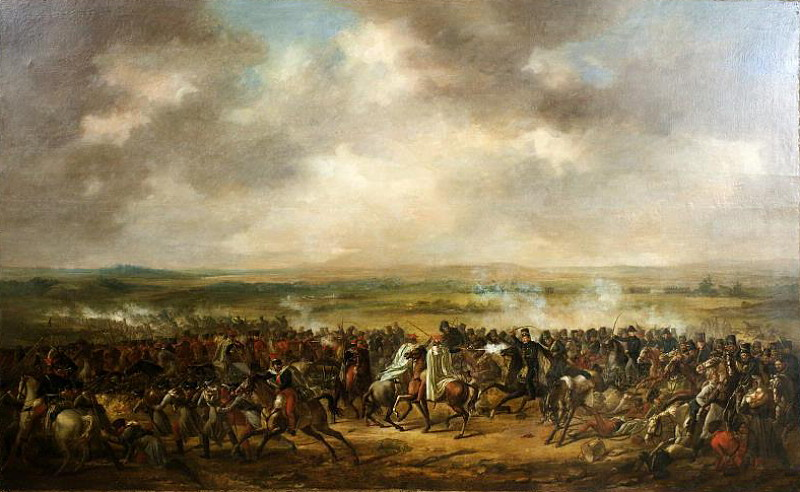
Slaget vid Bornhöft 1813, i vilket Bror Cederström både utmärkte sig och sårades. Målning av Per Krafft den yngre.

Under Napoleonkrigen var Cederström år 1800 – då redan befordrad till major – stabsadjutant åt Gustav IV Adolf under dennes besök i Svenska Pommern och året därpå var han stabschef hos den skånske generalguvernören Johan Christopher Toll. Ytterligare ett år därpå, 1802, avancerade han till överstelöjtnant och överadjutant hos kungen. År 1804 stationerades han som befälhavare för fyra skvadroner ur sitt förband i Pommern, och deltog åren 1805–1807 i flera mindre strider mot de franska trupperna. Till hans främsta framgångar hörde när han med en styrka om 40 man lyckades tillfångataga 200 fransmän med tross vid byn Krukow 1807. Som helhet gick kriget dock svenskarna emot, och Cederström hemkallades till posten som kommendant i Helsingborg, vilket han var 1808–1809. Efter statskuppen 1809 utnämndes han 1810 till överste i armén.

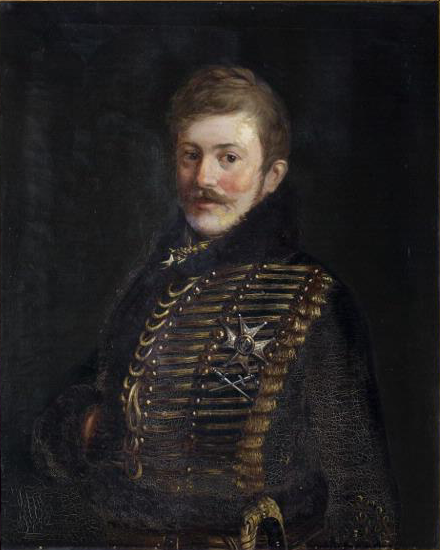
Bror Cederström

Under den nye tronföljaren Karl Johans ledning drog Cederström åter i fält och deltog bland annat i slagen vid Grossbeeren, Dennewitz och Leipzig, samt vid intagandet av Lübeck, allt 1813. I slaget vid Bornhöft i december samma år deltog Cederström med sitt förband i vad som skulle bli det sista slag på öppet fält en svensk styrka utkämpade. Han sårades härvid svårt i höger arm och erhöll för sina insatser den ovanliga utmärkelsen Riddare med Stora Korset av Svärdsorden. Vid sin död 64 år senare var Cederström den sista kvarvarande innehavaren av denna dekoration. Under krigets slut var Cederström också delaktig i fälttåget mot Norge samt avancerade till generalmajor.

## Regementschef, jordbrukare och minister

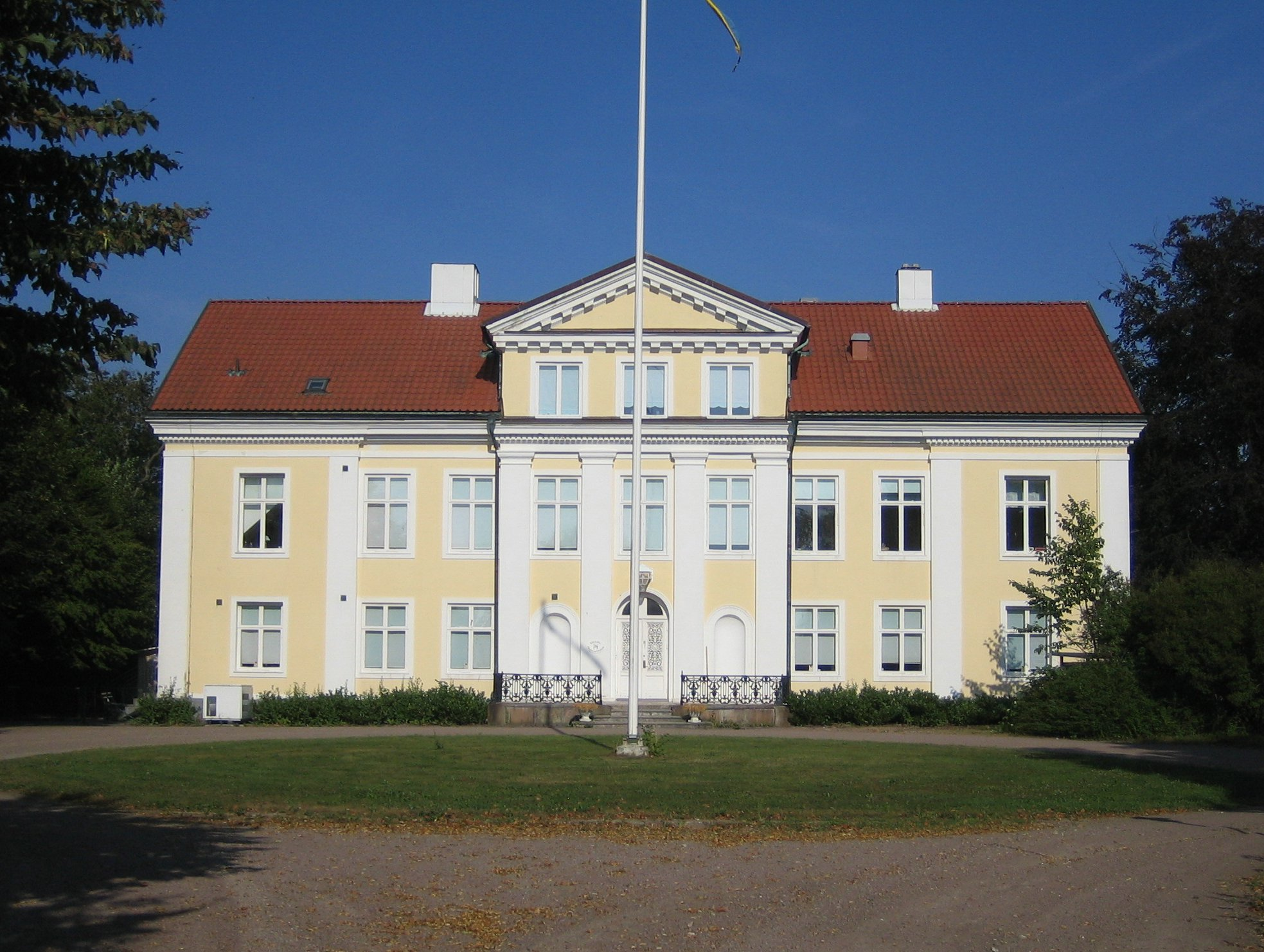
Huvudbyggnaden på Säbyholms gods, uppförd av Bror Cederström.

1816 utnämndes Cederström till brigadgeneral och chef för sitt regemente, vilket därvid bytte namn till Cederströmska husarregementet. Han hade denna post till 1822 då kronprins Oscar formellt utsågs till ny regementschef med ännu ett åtföljande namnbyte till Kronprinsens husarregemente. Cederström för sin del erhöll i tur och ordning posterna som ställföreträdande generalbefälhavare över Skåne (1819), kavalleriinspektör (1824) och generalbefälhavare i första militärdistriktet (1833). Dessemellan utnämndes han 1826 till generallöjtnant.
Under denna tid köpte Cederström godset Säbyholm utanför Landskrona där han arbetade aktivt för att finna nya jordbruksmetoder, bland annat som vice ordförande i länets hushållningssällskap. Han var också en aktiv ledamot i direktionen för den av Carl Adolph Agardh inrättade Skånska hypoteksföreningen samt bildade det första svenska bolaget för tillverkning av betsocker.
Efter departementalreformen 1840 utnämndes Cederström den 16 maj till den förste ministern för det nyinrättade Lantförsvarsdepartementet, en post han dock bara innehade till den 7 december detta år då han begärde avsked.
Trots att Cederström både som privatperson och minister gjort sig känd för sparsamhet hade han dragit på sig stora skulder på sitt jordbruk, och gick oväntat i personlig konkurs år 1848. Han tvingades sälja Säbyholm och flyttade till ett anspråkslöst liv i Karlskrona. Från 1862 och till sin död vid 97 års ålder bodde han i Jönköping där han bland annat erhöll besök av Oscar II 1874.  Han avled i följderna av ett slaganfall strax före julen 1877.

## Familj
Bror Cederström gifte sig 1815 med grevinnan Christina Hilda Wachtmeister af Johannishus (död 1871), dotter till Claes Adam Wachtmeister. Paret blev föräldrar till Hilda Christina Maria (1817–1843), Henrika Ulrika Antoinette Carolina (1819–1912), Eugenia Josefine (1820–1823), Fransiska Magdalena (1823–1823), Claes Arvid Bror (1824–1893), Ida Albertina Magdalena (1827–1910) och Bror Carl (1828–1893).

## Ordnar och Utmärkelser

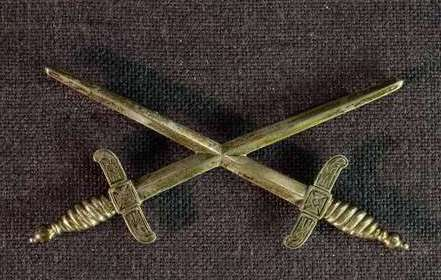
Bror Cederström:s bröstdekoration såsom Riddare med Stora Korset av Svärdsorden

Cederström fick följande ordnar och utmärkelser;
- Riddare och Kommendör av Kungl. Majt:s Orden (Serafimerorden), 11 maj 1838.[3]
- Kommendör med stora korset av Svärdsorden, 28 november 1819.[3]
- Kommendör av Svärdsorden, 12 augusti 1815.[3]
- Riddare av Svärdsorden, 28 april 1807.[3]
- Riddare med stora korset av Svärdsorden,26 juli 1814.[4]
- Ledamot av Kungliga Krigsvetenskapsakademien
- hedersledamot av Kungliga Skogs- och Lantbruksakademien
- Storkorset av Norska Sankt Olavs Orden, 5 september 1848.[3]